# ايريك بيكفالفي
ايريك بيكفالفي (بالرومانية: Eric Bicfalvi)‏ (5 فبراير 1988 رومانيا - ) هو لاعب كرة قدم روماني، يلعب كلاعب وسط.

## وصلات خارجية
ايريك بيكفالفي على موقع الاتحاد الدولي (مؤرشف)  (الإنجليزية)
- ايريك بيكفالفي على موقع الاتحاد الأوربي (الإنجليزية)
- ايريك بيكفالفي على موقع اتحاد أوكرانيا (الإنجليزية)
- ايريك بيكفالفي على موقع قاعدة بيانات كرة القدم.إي يو (الإنجليزية)
- ايريك بيكفالفي على موقع ناشيونال فوتبول تيمز (الإنجليزية)
- ايريك بيكفالفي على موقع Soccerway.com (الإنجليزية)
- ايريك بيكفالفي على موقع عالم كرة القدم.نت (الإنجليزية)